# Olympische Sommerspiele 1964/Teilnehmer (Polen)
| Gelbes Symbol für Goldmedaillen mit stilisierten Olympischen Ringen | Graues Symbol für Silbermedaillen mit stilisierten Olympischen Ringen | Braundes Symbol für Bronzemedaillen mit stilisierten Olympischen Ringen |
| ------------------------------------------------------------------- | --------------------------------------------------------------------- | ----------------------------------------------------------------------- |
| 7                                                                   | 6                                                                     | 10                                                                      |

Polen nahm an den Olympischen Sommerspielen 1964 in Tokio mit einer Delegation von 140 Athleten (115 Männer und 25 Frauen) an 87 Wettkämpfen in zwölf Sportarten teil.

## Teilnehmer nach Sportarten

### Basketball
Männer
- 6. Platz
- Tadeusz Blauth
- Krystian Czernichowski
- Zbigniew Dregier
- Kazimierz Frelkiewicz
- Bohdan Likszo
- Mieczysław Łopatka
- Stanisław Olejniczak
- Andrzej Perka
- Jerzy Piskun
- Andrzej Pstrokoński
- Krzysztof Sitkowski
- Janusz Wichowski

### Boxen
Männer
- Brunon Bendig
- Józef Grudzień
Gold  Leichtgewicht
- Józef Grzesiak
Bronze  Halbmittelgewicht
- Piotr Gutman
- Władysław Jędrzejewski
- Marian Kasprzyk
Gold  Weltergewicht
- Jerzy Kulej
Gold  Halbweltergewicht
- Artur Olech
Silber  Fliegengewicht
- Zbigniew Pietrzykowski
Bronze  Halbschwergewicht
- Tadeusz Walasek
Bronze  Mittelgewicht

### Fechten
Männer
- Bohdan Andrzejewski
- Egon Franke
Gold  Florett Einzel
Silber  Florett Mannschaft
- Wiesław Glos
- Bogdan Gonsior
- Henryk Nielaba
- Emil Ochyra
Bronze  Säbel Mannschaft
- Ryszard Parulski
Silber  Florett Mannschaft
- Jerzy Pawłowski
Bronze  Säbel Mannschaft
- Andrzej Piątkowski
Bronze  Säbel Mannschaft
- Mikołaj Pomarnacki
- Jan Różycki
Silber  Florett Mannschaft
- Zbigniew Skrudlik
Silber  Florett Mannschaft
- Witold Woyda
Silber  Florett Mannschaft
- Wojciech Zabłocki
Bronze  Säbel Mannschaft
- Ryszard Zub
Bronze  Säbel Mannschaft

### Gewichtheben
Männer
- Waldemar Baszanowski
Gold  Leichtgewicht
- Jerzy Kaczkowski
- Rudolf Kozłowski
- Mieczysław Nowak
Bronze  Federgewicht
- Ireneusz Paliński
Bronze  Mittelschwergewicht
- Henryk Trębicki
- Marian Zieliński
Bronze  Leichtgewicht

### Kanu
| Männer - Stanisław Jankowiak - Stefan Kapłaniak - Ryszard Marchlik - Rafał Piszcz - Robert Ruszkowski - Władysław Szuszkiewicz - Władysław Zieliński | Frauen - Izabella Antonowicz-Szuszkiewicz - Daniela Walkowiak-Pilecka |

### Leichtathletik
| Männer - Andrzej Badeński Bronze 400 m - Witold Baran - Zenon Begier - Lech Boguszewicz - Olgierd Ciepły - Edward Czernik - Marian Dudziak Silber 4 × 100 m - Marian Filipiuk - Marian Foik Silber 4 × 100 m - Bogusław Gierajewski - Jan Jaskólski - Ireneusz Kluczek - Władysław Komar - Wiesław Maniak Silber 4 × 100 m - Władysław Nikiciuk - Edmund Piątkowski - Tadeusz Rut - Mieczysław Rutyna - Janusz Sidło - Zdzisław Smoliński - Włodzimierz Sokołowski - Alfred Sosgórnik - Andrzej Stalmach - Stanisław Swatowski - Zbigniew Syka - Edward Szklarczyk - Józef Szmidt Gold Dreisprung - Andrzej Zieliński Silber 4 × 100 m | Frauen - Teresa Ciepły Silber 80 m Hürden Gold 4 × 100 m - Jarosława Bieda - Ewa Kłobukowska Bronze 100 m Gold 4 × 100 m - Barbara Sobotta - Maria Piątkowska - Halina Herrmann Gold 4 × 100 m - Irena Szewińska Silber 200 m Gold 4 × 100 m Silber Weitsprung |

### Radsport
Männer
- Józef Beker
- Andrzej Bławdzin
- Lucjan Józefowicz
- Jan Kudra
- Wacław Latocha
- Jan Magiera
- Zbysław Zając
- Rajmund Zieliński

### Ringen
Männer
- Bolesław Dubicki
- Bernard Knitter
- Czesław Kwieciński
- Kazimierz Macioch
- Lucjan Sosnowski

### Rudern
Männer
- Szczepan Grajczyk
- Stanisław Kozera
- Eugeniusz Kubiak
- Marian Leszczyński
- Ryszard Lubicki
- Kazimierz Naskręcki
- Czesław Nawrot
- Andrzej Nowaczyk
- Jerzy Pawłowski
- Marian Siejkowski
- Alfons Ślusarski

### Schießen
Männer
- Henryk Górski
- Kazimierz Kurzawski
- Stanisław Marucha
- Jerzy Nowicki
- Adam Smelczyński
- Józef Zapędzki

### Turnen
| Männer - Jan Jankowicz - Andrzej Konopka - Mikołaj Kubica - Wilhelm Kubica - Alfred Kucharczyk - Aleksander Rokosa | Frauen - Elżbieta Apostolska - Gerda Bryłka - Barbara Eustachiewicz - Dorota Miler - Gizela Niedurny - Małgorzata Wilczek |

### Volleyball
Frauen
- Bronze
- Krystyna Czajkowska
- Józefa Ledwig
- Maria Golimowska
- Jadwiga Rutkowska
- Danuta Kordaczuk
- Krystyna Jakubowska
- Jedwiga Marko-Ksiazek
- Maria Sliwka
- Zofia Szcześniewska
- Krystyna Krupa
- Hanna Krystyna Busz
- Barbara Niemczyk